# UCI Africa Tour 2022
Navigation
Édition précédente Édition suivante
L'UCI Africa Tour 2022 est la 18e édition de l'UCI Africa Tour, l'un des cinq circuits continentaux de cyclisme de l'Union cycliste internationale. Il se déroule du 29 octobre 2021 au 8 octobre 2022 en Afrique.

## Équipes
Les équipes qui peuvent participer aux différentes courses dépendent de la catégorie de l'épreuve. Par exemple, les UCI WorldTeams ne peuvent participer qu'aux courses .1 et leur nombre par épreuves est limité.
| Catégorie | Catégorie               | Équipes                                                                                 |
| --------- | ----------------------- | --------------------------------------------------------------------------------------- |
| .1        | 1.1 (Course d'un jour)  | * UCI WorldTeam (max 50 %) * UCI ProTeam * Équipe continentale * Sélection nationale    |
| .1        | 2.1 (Course par étapes) | * UCI WorldTeam (max 50 %) * UCI ProTeam * Équipe continentale * Sélection nationale    |
| .2        | 1.2 (Course d'un jour)  | * UCI ProTeam * Équipe continentale * Sélection nationale * Équipe régionale et de club |
| .2        | 2.2 (Course par étapes) | * UCI ProTeam * Équipe continentale * Sélection nationale * Équipe régionale et de club |

## Calendrier des épreuves

### Octobre 2021
| Date | Course       | Pays         | Classe | Vainqueur        | Équipe              |
| ---- | ------------ | ------------ | ------ | ---------------- | ------------------- |
| 29-7 | Tour du Faso | Burkina Faso | 2.2    | Daniel Bichlmann | Team Kibag-Obor-CKT |

### Février
| Date  | Course         | Pays   | Classe | Vainqueur          | Équipe                          |
| ----- | -------------- | ------ | ------ | ------------------ | ------------------------------- |
| 20-27 | Tour du Rwanda | Rwanda | 2.1    | Natnael Tesfatsion | Drone Hopper-Androni Giocattoli |

### Mai
| Date | Course        | Pays  | Classe | Vainqueur       | Équipe                 |
| ---- | ------------- | ----- | ------ | --------------- | ---------------------- |
| 3-8  | Tour du Bénin | Bénin | 2.2    | Marcel Peschges | Team Embrace The World |

### Juin
| Date | Course           | Pays     | Classe | Vainqueur     | Équipe |
| ---- | ---------------- | -------- | ------ | ------------- | ------ |
| 4-12 | Tour du Cameroun | Cameroun | 2.2    | Moïse Mugisha | Rwanda |

### Octobre
| Date | Course                  | Pays     | Classe | Vainqueur        | Équipe              |
| ---- | ----------------------- | -------- | ------ | ---------------- | ------------------- |
| 3-8  | Grand Prix Chantal Biya | Cameroun | 2.2    | Axel Taillandier | Team France Défense |

## Classements
- Note: classements définitifs au 18 octobre[1],[2]

### Classement individuel
Il est composé de tous les coureurs du continent qui ont marqué des points au classement mondial UCI 2021. Ils peuvent appartenir à la fois à des équipes amateurs, à des équipes professionnelles, y compris les UCI WorldTeams.
| #  | Coureur                     | Équipe                               | Pts.   |
| -- | --------------------------- | ------------------------------------ | ------ |
| 1  | Biniam Girmay*              | Intermarché-Wanty-Gobert Matériaux   | 1875   |
| 2  | Louis Meintjes              | Intermarché-Wanty-Gobert Matériaux   | 1048   |
| 3  | Natnael Tesfatsion          | Drone Hopper-Androni Giocattoli      | 600    |
| 4  | Henok Mulubrhan             | Bardiani CSF Faizanè                 | 466.5  |
| 5  | Reinardt Janse Van Rensburg | Lotto-Soudal                         | 391.75 |
| 6  | Dawit Yemane                | Bike Aid                             | 271.83 |
| 7  | Gustav Basson               | ProTouch                             | 243.75 |
| 8  | Stefan de Bod               | Astana Qazaqstan Team                | 236    |
| 9  | Kent Main                   | ProTouch                             | 225.75 |
| 10 | Hamza Amari*                | —                                    | 184.33 |
| 11 | Achraf Ed Doghmy            | —                                    | 179    |
| 12 | Metkel Eyob                 | Terengganu Polygon Cycling Team      | 177    |
| 13 | Ryan Gibbons                | UAE Team Emirates                    | 161    |
| 14 | Azzedine Lagab              | —                                    | 150.2  |
| 15 | Daryl Impey                 | Israel-Premier Tech                  | 147    |
| 16 | Merhawi Kudus               | EF Education-EasyPost                | 146    |
| 17 | Islam Mansouri              | —                                    | 136    |
| 18 | Alexandre Mayer             | —                                    | 114.58 |
| 19 | Nassim Saidi                | —                                    | 109.2  |
| 20 | Willie Smit                 | China Glory Continental Cycling Team | 100    |

* : Coureur de moins de 23 ans

### Classement par équipes
Il est calculé avec la somme des points obtenus par les 8 meilleurs coureurs de chaque équipe (hors WorldTeams) au classement individuel. Le classement inclut uniquement les équipes qui sont enregistrées sur le continent.
| # | Équipe                       | Pts.   |
| - | ---------------------------- | ------ |
| 1 | ProTouch                     | 799.25 |
| 2 | Benediction Ignite           | 160.5  |
| 3 | Sidi Ali-Unlock Team         | 105.01 |
| 4 | BAI Sicasal Petro de Luandam | 15     |
| 5 | May Stars                    | 15     |

| #  | Pays           | Pts.    |
| -- | -------------- | ------- |
| 1  | Érythrée       | 3679.33 |
| 2  | Afrique du Sud | 2553.25 |
| 3  | Algérie        | 840.13  |
| 4  | Maroc          | 643.35  |
| 5  | Maurice        | 432.99  |
| 6  | Rwanda         | 423     |
| 7  | Namibie        | 218     |
| 8  | Burkina Faso   | 176.99  |
| 9  | Angola         | 150     |
| 10 | Lesotho        | 134     |

| #  | Pays           | Pts.   |
| -- | -------------- | ------ |
| 1  | Érythrée       | 2139   |
| 2  | Algérie        | 316.53 |
| 3  | Maroc          | 240.84 |
| 4  | Maurice        | 202.58 |
| 5  | Afrique du Sud | 180.75 |
| 6  | Rwanda         | 173.5  |
| 7  | Namibie        | 88     |
| 8  | Burkina Faso   | 69.16  |
| 9  | Lesotho        | 69     |
| 10 | Égypte         | 65.99  |